# Cumbayá
"Cumbayá" é um single oficial da carreira do cantor pop norte-americano Pee Wee, sendo o primeiro lançado em seu álbum de estréia, intitulado Yo Soy. Lançada oficialmente em 30 de junho de 2003, pela EMI Music, a canção foi composta pelo cantor em parceria com os compositores Norgie Noriega e Francisco Saldaña, da dupla de produtores Luny Tunes, e produzida pela gravadora Mas Flow Inc. A composição da canção provêm da crença dos anos 30 de que Cumbayá era um Deus que afastava os maus espiritos

## Videoclipe
O videoclipe do single foi dirigido por Carlos Pérez, importante diretor mexicano conhecido por trabalhos com cantores como Don Omar e Daddy Yankee, sendo filmado em um deserto da cidade de Los Angeles, nos Estados Unidos. No vídeo Pee Wee luta contra a tentação, até que finalmente se rende, sendo que o conceito do vídeo é mostrar um menino que está enlouquecendo por causa de uma garota que ele se apaixonou. O videoclipe estreou no programa Primer Impacto, da Univision em 23 de junho de 2009.

## Faixas
- CD Single/Digital download

1. "Cumbayá" (Single Version) – 3:36
2. "Cumbayá" (Cumbia Version) – 3:39

## Versões
- Cumbayá (Album Version) - 3:33
- Cumbayá (Single Version) - 3:36
- Cumbayá (Remix) (featuring Arcangel) - 3:31
- Cumbayá (Cumbia Version) - 3:39[2]

## Posições
| Parada (2009)                            | Posição |
| ---------------------------------------- | ------- |
| Estados Unidos Billboard Latin           | 29      |
| Estados Unidos Billboard Latin Pop       | 22      |
| Estados Unidos Billboard Tropical        | 26      |
| Estados Unidos Billboard Regional México | 37      |
| México Los 40 Priincipales               | 37      |
| Guatemala Los 40 Principales             | 26      |
| Espanha Hot 100                          | 27      |
| Panamá Top 50                            | 2       |